# Händchenhalten

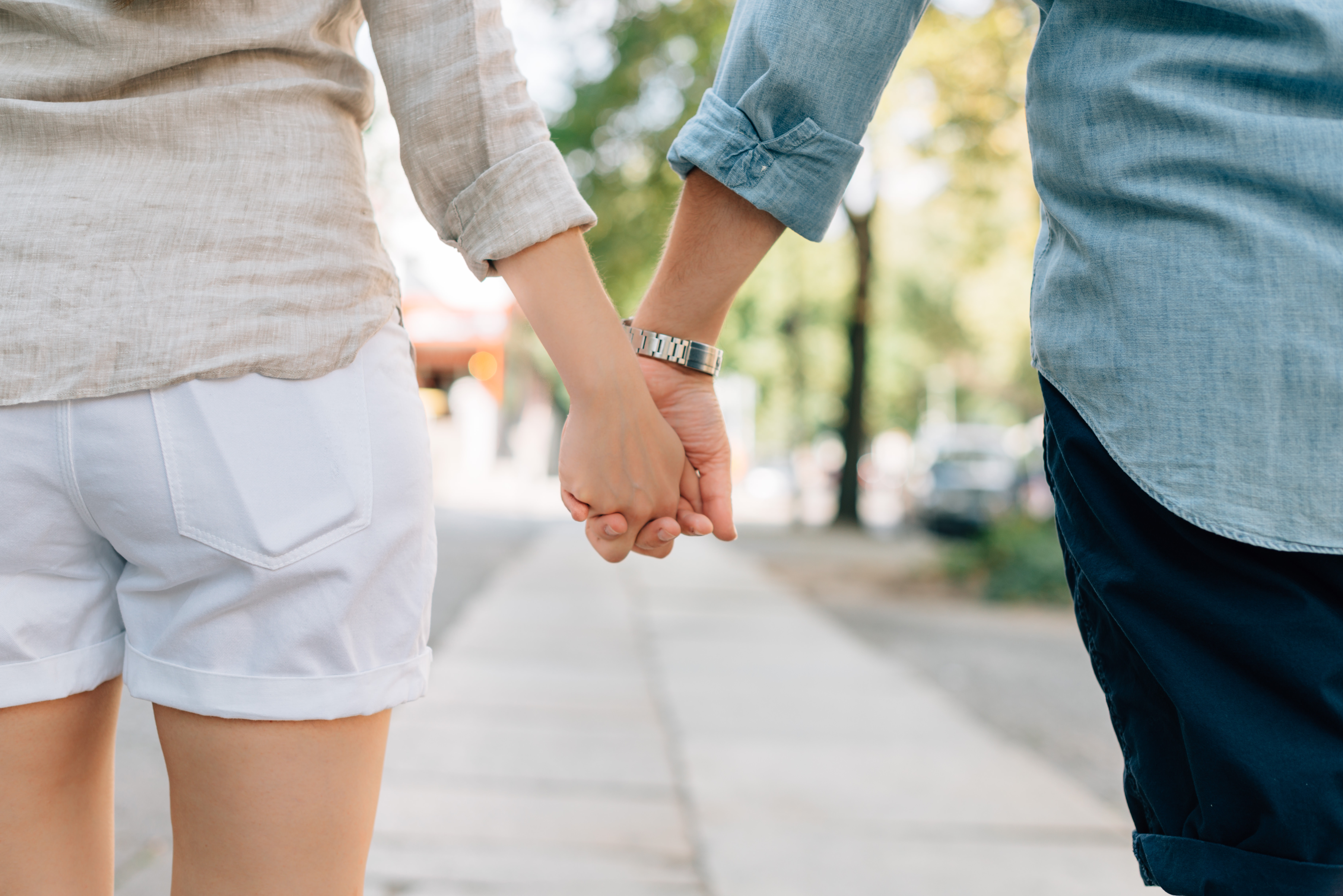
Händchenhalten

Das Händchenhalten ist eine in vielen Kulturen bekannte Ausdrucksform für die Zuneigung zwischen zwei Menschen. Als eine spezielle Form des Körperkontaktes kann es Teil der sogenannten nonverbalen Kommunikation sein. Die Bedeutung und Akzeptanz des Händchenhaltens, insbesondere in der Öffentlichkeit, ist je nach Kulturkreis unterschiedlich.
Zu unterscheiden ist es vom Begrüßungsritual des Händeschüttelns.

## Ausdrucksformen und Besonderheiten
Das Händchenhalten ist häufig eine erste in der Öffentlichkeit zur Schau gestellte körperliche Intimität unter Liebespaaren. Das gegenseitige Berühren der Partner stellt somit eine der Ausdrucksformen der Liebe dar. 
Bis in die 1960er Jahre war das Händchenhalten in der Öffentlichkeit im westlichen Kulturkreis weitgehend nicht akzeptiert, was sich in den folgenden Jahrzehnten wandelte. Laut dem Cora Romance Report 2002, bei dem 6600 Frauen und Männer aus 20 Ländern zu ihrer Meinung bezüglich Sex in der Öffentlichkeit befragt wurden, gaben 78 Prozent der Befragten an, dass Küssen und Händchenhalten in der Öffentlichkeit weitgehend akzeptiert sei.
Auch unter Senioren ist das Händchenhalten ein anerkannter Liebesbeweis. Laut einer Umfrage im Auftrag der Zeitschrift „Lenz“ sehen 65 Prozent der dabei befragten Senioren im Händchenhalten in der Öffentlichkeit eine erlaubte Form der Liebesbekundung.

## Händehalten in anderen Zusammenhängen

StVO-Zeichen 241

Das Halten der Hand eines Unfallopfers wird von Medizinern bei der Ersten Hilfe empfohlen, um dem Verletzten das Gefühl zu geben, nicht allein zu sein. Darüber sollten jedoch niemals die lebensrettenden Sofortmaßnahmen vergessen werden.
Das Halten der Hand einer sterbenden Person gehört zur sogenannten Sterbebegleitung, da Sterbende in bestimmten Fällen ihre Umgebung noch wahrnehmen und fühlen können. Der Körperkontakt zwischen dem Sterbenden und der begleitenden Person kann Trost spenden und die Situation für den Sterbenden erträglicher gestalten.
In der Form des An-der-Hand-Haltens dient es dem Schutz von Kindern durch einen Erwachsenen, z. B. im Straßenverkehr. In vielen Ländern findet sich diese Geste daher als Zeichen zur Markierung von Fußgängerwegen.

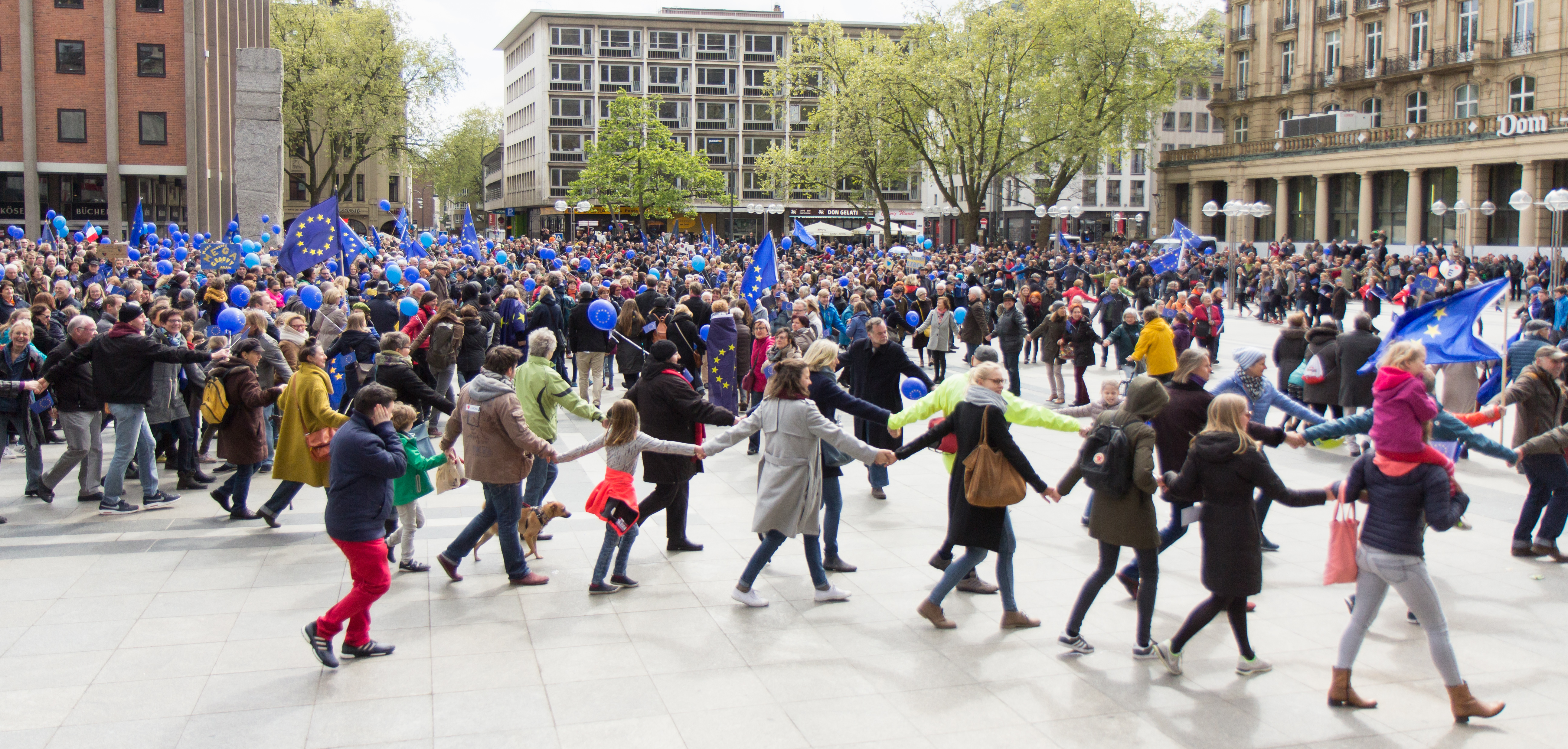
Händehalten überzeugter Europäer als Symbol des Wir-Gefühls bei Pulse of Europe in Köln im Frühjahr 2017

Hand in Hand verbinden sich viele Menschen kurzzeitig symbolisch zu einer Menschenkette um ein gemeinsames politisches Ziel zu bekräftigen, öffentlichkeitswirksam zu verdeutlichen, oder sie halten sich symbolträchtig an den Händen um auf weit entfernte Gefahrenorte hinzuweisen, die ohne diese Visualisierung aus dem Blick geraten, manchmal auch über Grenzen hinweg.

## Sonstiges
In der Türkei sprach sich das Staatliche Amt für religiöse Angelegenheiten gegen das Händchenhalten unter nicht-verheirateten Paaren aus.